# Megachile melanopyga
Megachile melanopyga är en biart som beskrevs av Costa 1863. Megachile melanopyga ingår i släktet tapetserarbin, och familjen buksamlarbin. Inga underarter finns listade i Catalogue of Life.